# Stjepan Korolija
Stjepan (Štefan) Korolija (Virje, 15. prosinca, 1760. – Zagreb, 4. svibnja, 1825.) bio je hrvatski kajkavski pisac, prevoditelj i zagrebački kanonik.

## Životopis
Roditelji su mu Đuro Korolija i Katarina Đurišević. Njegov sinovac je bio Martin Korolija, župnik u Drnju. U Varaždinu i Zagrebu se je školovao. Zaređen je za svećenika 20. veljače 1785. U Beču je studirao teologiju, 1807. godine postao zagrebački kanonik, istodobno rektor Sjemeništa 1808. – 1815. godine.
Upravitelj župe u Samarici, od svibnja do listopada 1787. godine. Prvi je od Hrvata kao svećenik branio 2. rujna 1785. na njemačkom jeziku pastoralnu teologiju. Zaslužan je što se u sjemeništu rodila ljubav za njegovanje hrvatskoga jezika.
Korolija je pisao propovijedi na kajkavskom narječju hrvatskog jezika. Korolija je sačinjavao biblijsko društvo zagrebačkog biskupa Maksimilijana Vrhovca uz Tomaša Mikloušića, Antuna Vranića, Ivana Labaša, Ivana Birlinga i Ivana Gusića. Korolija je navodno prevodio cijeli kajkavski Novi zavjet, koji je ostao u rukopisu, ali nisu našli rukopisa Novog Testamenta.

## Vanjske poveznice
mrežna mjesta
- Korolija, Stjepan, Hrvatski biografski leksikon